# Нуманция

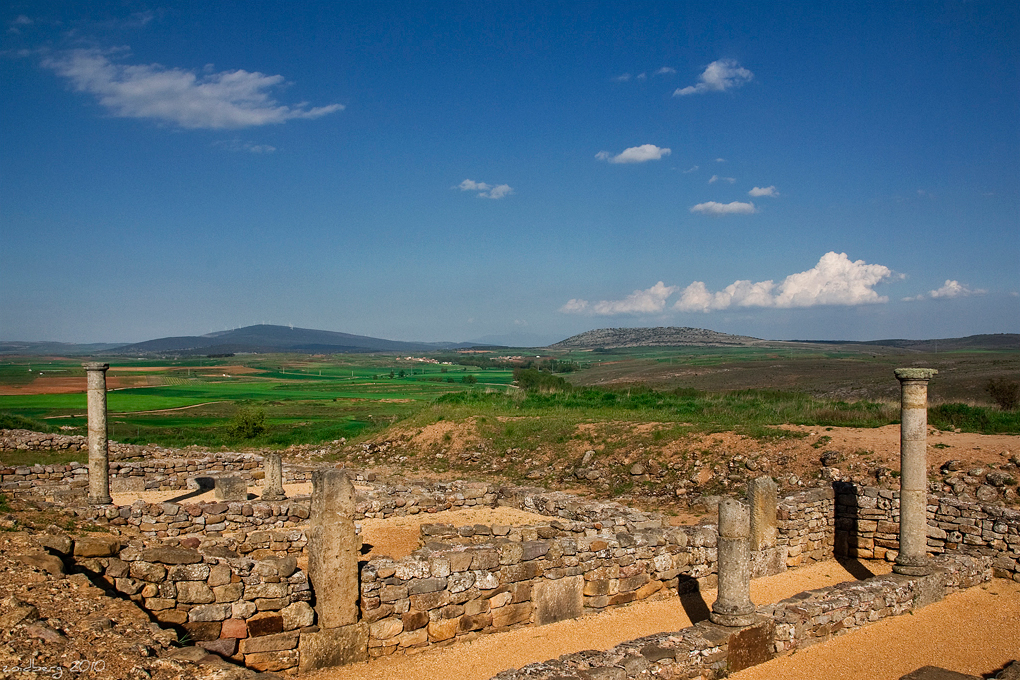
Развалины Нумансии

Нума́нция или Нума́нсия (лат. Numantia, исп. Numancia) — исчезнувшее поселение кельтиберов, расположенное на холме Муэла (cerro de la Muela) в месте слияния рек Тела и Дуэро, в 7 км к северу от нынешнего города Сория, в муниципалитете Гаррай (Испания).

## История
В Нуманции, согласно античным авторам (Страбону, Плинию, Аппиану и др.), жило кельтиберское племя пелендонов, позднее изгнанное ареваками. По археологическим данным, город возник в ранний бронзовый век (около 700 года до н. э.), в VI—V веках были возведены городские стены. Главным занятием населения Нуманции было скотоводство, а также торговля его продуктами (в частности, шерстью); из ремёсел хорошо была развита керамика.
В 154 году до н. э. Нуманция стала объектом экспансии римлян, стремившихся подчинить своей власти ещё не завоёванные области Пиренейского полуострова. В Нумантийской войне, длившейся около 20 лет, ареваки и союзные с ними племена поначалу нанесли римлянам несколько тяжёлых поражений и вынудили снять осаду города. В 134 году до н. э. против нумантийцев была послана армия Сципиона Эмилиана Африканского (приёмного внука более знаменитого полководца), насчитывавшая, по сведениям Аппиана, около 20 тысяч римских солдат и до 40 тысяч войска союзников (главным образом нумидийцев под началом царя Югурты). Силы нумантийцев оценивались в 4 тысячи воинов.
Сципион снова осадил город, построив вокруг него семь укреплённых лагерей, а затем объединив их рвом и защитной стеной, отрезав осажденных жителей от реки. Осада продолжалась восемь (по другим данным — пятнадцать) месяцев, в течение которых Нуманцию охватили мор и голод; римские историки похвально отзываются о мужестве жителей города, продолжавших отчаянное сопротивление. Римский полководец отверг предложение нумантийских вождей о сдаче, посчитав их условия (сохранение нумантийцам жизни и свободы) завышенными и требуя полной капитуляции. Летом 133 года до н. э. нумантийцы, доведённые до отчаяния, подожгли город и начали убивать друг друга, не желая становиться рабами римлянам. Сципион вступил в уже опустошённый город, где уцелело всего несколько сотен жителей. За взятие Нуманции он был удостоен триумфа и прозвания «Нумантийский». По данным раскопок, город вскоре после разрушения был вновь отстроен и продолжал существовать и в эпоху римского владычества над Испанией, и при вестготах, окончательно исчезнув после VI века н. э.
В новое время развалины Нуманции обнаружены в 1860 году; с 1906 года и по нынешний день ведутся регулярные археологические раскопки. Находки поступают в Нумантийский музей Сории.

## В испанской культуре
- В эпоху Возрождения в Испании усиливается интерес к древнему прошлому страны; оборона Нумансии, известная уже в то время по римским источникам и подвергшаяся сильной мифологизации, становится символом героизма, самопожертвования и национальной славы. Известность приобретает романс о Нумансии, приписываемый Хуану де Тимонеда (примерно 1520—1583). Примерно в 1585 году написана и поставлена пьеса Сервантеса «Нумансия» (опубликованная лишь в 1784 году) — самое знаменитое литературное изображение осады города.
- Национальный миф о Нумансии получил новое развитие во время наполеоновского нашествия и гражданской войны, став одной из наиболее характерных частей испанского национализма.
- «Нумантийцами» называли себя участники тайного общества, организованного поэтом Хосе де Эспронседа.
- Город Нумансиа-де-ла-Сагра получил своё название после взятия его солдатами-франкистами из созданного в Сории элитного «отряда нумантийцев» (batallón de numantinos).